# Pontogeneia valoniopsidis
Pontogeneia valoniopsidis är en svampart som först beskrevs av Cribb & J.W. Cribb, och fick sitt nu gällande namn av Jan Kohlmeyer 1975. Pontogeneia valoniopsidis ingår i släktet Pontogeneia, divisionen sporsäcksvampar och riket svampar.   Inga underarter finns listade i Catalogue of Life.